# Maria Brink
Maria Brink (* 18. prosince 1977) je americká zpěvačka a textařka, známá jako frontmanka americké rockové kapely In This Moment.
Brink byla oceněna jako „Rocková bohyně roku“ ve třetím (2013) a pátém (2015) ročníku udílení Loudwire Music Awards a byla oceněna Revolver Magazine jako jedna z „25 nejžhavějších holek v hard rocku a metalu“.
V 15 letech, v roce 1992, porodila syna Daviona. Aby uživila sebe a svého syna, musela začít chodit do práce, zároveň pomáhala své matce překonat drogovou závislost. Brink je vegetariánka a aktivní v kampani PETA. Brink byla ve vztahu s Jonathanem Millerem, baskytaristou skupiny DevilDriver. V současné době je ve vztahu s Joe Cotelou, zpěvákem skupiny Ded. Brink označila Deftones, Pantera, M83 jako jedny ze svých oblíbených kapel. Inspirací jsou jí zpěvačka Sarah McLachlan a zpěvák Phil Anselmo. Podle vlastních slov ji ze žen nejvíce ovlivnily její dvě matky, Alžběta I., Matka Tereza, Johanka z Arku.

## Diskografie

#### Studiová alba
- Beautiful Tragedy (2007)
- The Dream (2008)
- A Star-Crossed Wasteland (2010)
- Blood (2012)
- Black Widow (2014)
- Ritual (2017)
- Mother (2020)

#### Živá alba
- Blood at the Orpheum (2014)[8][9]

#### Kompilační alba
- Rise of the Blood Legion: Greatest Hits (2015)[10]

#### Hostující písně
- „Here's to Us“ (Guest Version) – Halestorm[11]
- „Heaven's a Lie“ – Manntis[12]
- „Anywhere But Here“ – Five Finger Death Punch[13]
- „Big Mouth“ – Red Dragon Cartel[14]
- „Contemptress“ – Motionless in White[15]
- „Gravity“ – Papa Roach[16]
- „Criminal Conversations“ – P.O.D.[17]
- „New Devil“ – Asking Alexandria[18]